# Zack Norman

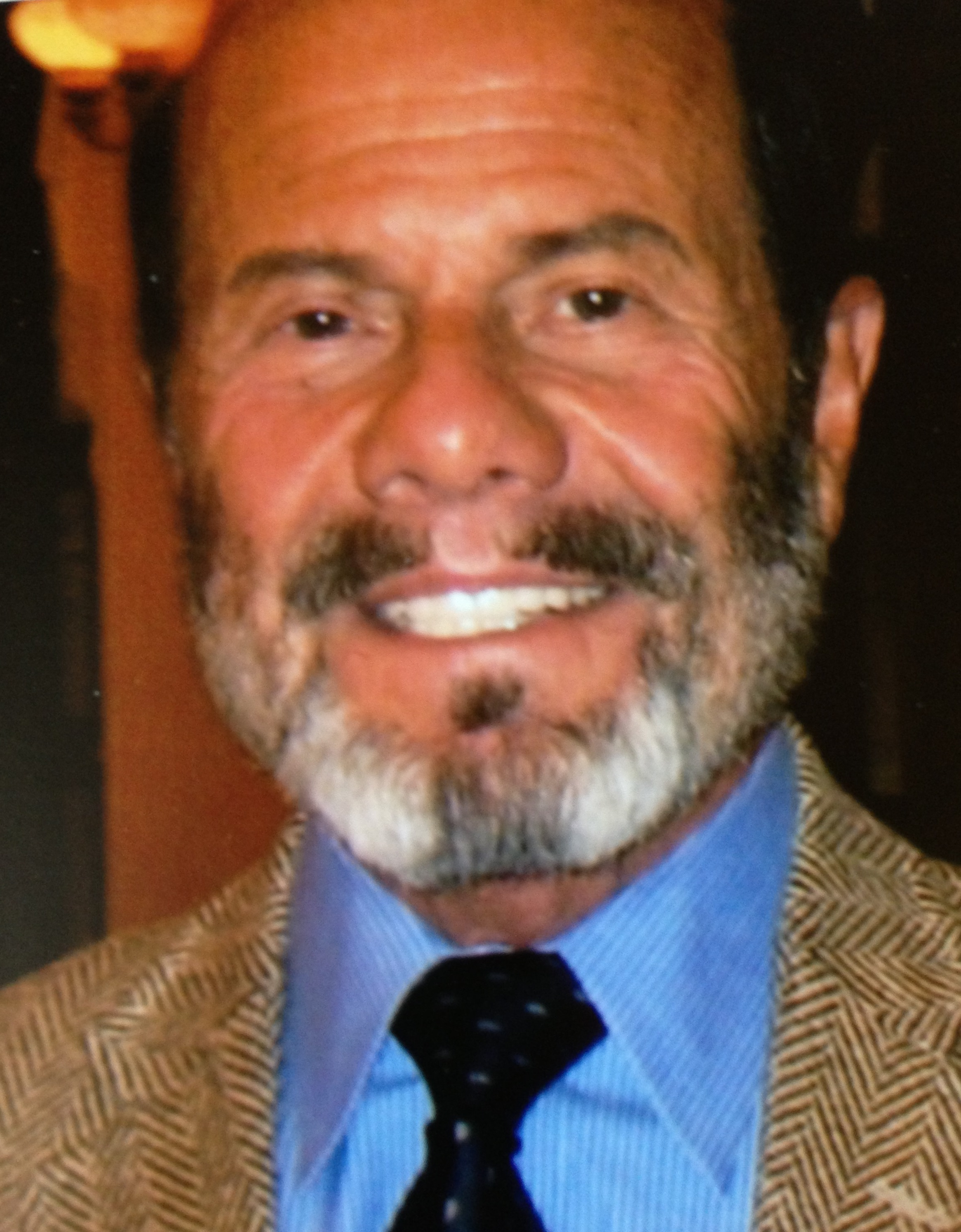
Zack Norman, 2014

Zack Norman (* 27. Mai 1940 als Howard Jerrold Zuker in Boston, Massachusetts; † 28. April 2024 in Burbank, Kalifornien) war ein US-amerikanischer Schauspieler sowie Film- und Fernsehproduzent. International bekannt wurde er durch Filme wie Auf der Jagd nach dem grünen Diamanten, Cadillac Man oder Nichts als Trouble mit den Frauen.

## Leben und Karriere
Sein Filmdebüt gab der 1940 in Boston geborene Schauspieler 1963 in einer kleinen Rolle in Richard Mulligans Filmdrama Verliebt in einen Fremden mit Natalie Wood und Steve McQueen. Er selbst trat als Schauspieler in den 1970er, 1980er und 1990er Jahren auf der Leinwand in kleineren oder größeren Charakterrollen in zum Teil namhaften Kinofilmen in Erscheinung, wie in Henry Jagloms Gangster-Komödie Leichte Beute, dem Robert Zemeckis Abenteuerfilm Auf der Jagd nach dem grünen Diamanten mit Michael Douglas und Kathleen Turner, in Robert Downey Sr.s Komödie America oder 1990 unter der Regie von Roger Donaldson in der Krimi-Satire Cadillac Man an der Seite von Robin Williams und Tim Robbins. Mitte der 1990er Jahre sah man ihn in Paul Raimondis Action-Drama Crosscut und der romantischen Komödie Nichts als Trouble mit den Frauen mit Danny Aiello, Anne Archer, Michael Biehn und Angelina Jolie. 2001 spielte er in Henry Jagloms Filmproduktion Festival in Cannes im Ensemble um Anouk Aimée, Rachel Bailit, Greta Scacchi, Maximilian Schell und Ron Silver. Zwischen 1976 und 2015 arbeiteten der Regisseur Jaglom und der Schauspieler Norman in zahlreichen Produktionen zusammen.
In den 1980er und 1990er Jahren war er auch als Darsteller in verschiedenen Fernsehfilmen und Episoden von populären Fernsehserien wie Das A-Team, Flash – Der Rote Blitz, Baywatch – Die Rettungsschwimmer von Malibu oder Die Nanny zu sehen.
Neben seiner Tätigkeit als Schauspieler in Film und Fernsehen trat Norman ab 1969 als Howard Zuker auch als Produzent von verschiedenen Independentfilmen wie To Kill the King, Trauma oder Overnight in Erscheinung. 2016 gab er mit der Filmproduktion Chief Zabu neben seinem Engagement als Produzent auch sein Debüt als Regisseur.
Zack Norman war mit Norma Blumenthal verheiratet und Vater eines Kindes. Er starb am 28. April 2024 im Alter von 83 Jahren.

## Filmografie (Auswahl)

### Kino
- 1963: Verliebt in einen Fremden (Love with the Proper Stranger)
- 1969: … E i cannoni tuonano ancora
- 1971: Been Down So Long It Looks Like Up to Me
- 1972: Der Mönch und die Frauen (Le moine)
- 1972: Trauma
- 1976: Tracks
- 1976: Gums
- 1978: Finger – Zärtlich und brutal (Fingers)
- 1980: Leichte Beute (Sitting Ducks)
- 1981: Ragtime
- 1984: Auf der Jagd nach dem grünen Diamanten (Romancing the Stone)
- 1986: America
- 1990: Cadillac Man
- 1992: Venice, Venice (Venice/Venice)
- 1993: Lucky Ducks
- 1994: Babyfever
- 1995: Crosscut
- 1996: Nichts als Trouble mit den Frauen (Mojave Moon)
- 1998: Get a Job
- 2001: Festival in Cannes
- 2003: Skeeter Hammond: Handles, Hops and the Fourth Dimension
- 2006: Hollywood Dreams
- 2008: Emma Blue
- 2009: Irene in Time
- 2010: Queen of the Lot
- 2014: The M Word
- 2015: Director’s Commentary: Terror of Frankenstein
- 2015: Ovation
- 2016: Chief Zabu

### Fernsehen
- 1985: Das A-Team (The A-Team, Fernsehserie, 2 Episoden)
- 1987: Der Beau (Az aranyifjú, Fernsehfilm)
- 1991: Flash – Der Rote Blitz (The Flash, Fernsehserie, 1 Episode)
- 1993: At Home with the Webbers (Fernsehfilm)
- 1993: Lush Life (Fernsehfilm)
- 1993: Baywatch – Die Rettungsschwimmer von Malibu (Baywatch, Fernsehserie, 1 Episode)
- 1993–1995: Die Nanny (The Nanny, Fernsehserie, 3 Episoden)

### Kurzfilme
- 1998: Has-Been
- 2014: Gone
- 2018: E.N.T.E.R.
- 2020: Weekend Retreat